# ファン・ラールの式
ファン・ラールの式（ファン・ラールのしき、英: Van Laar equation）は、1910年から1913年にかけてヨハネス・ファン・ラールによって開発された熱力学的活量モデルであり、液体混合物の相平衡を説明するためのものである。この式は、ファンデルワールスの状態方程式から導出された。元のファンデルワールスパラメーターでは相の気液平衡をうまく記述できなかったため、利用者はパラメーターを実験結果に適合させる必要があった。このため、このモデルは分子特性との関連性を失い、実験結果を相関させるための経験的モデルと見なされなければならない。

## 数式
ヨハネス・ファン・ラールは、過剰エンタルピーをファンデルワールスの状態方程式から導出した。
{\displaystyle H^{ex}={\frac {b_{1}X_{1}b_{2}X_{2}}{b_{1}X_{1}+b_{2}X_{2}}}\left({\frac {\sqrt {a_{1}}}{b_{1}}}-{\frac {\sqrt {a_{2}}}{b_{2}}}\right)^{2}}
ここで、aiとbiは、成分iの引力と排除体積に関するファンデルワールスパラメーターである。彼は、エネルギーパラメーターaには従来の二次混合則を、サイズパラメーターbには線形混合則を使用した。これらのパラメーターでは良好な相平衡の概説が得られなかったため、モデルは次の形式に縮小された。
{\displaystyle {\frac {G^{ex}}{RT}}={\frac {A_{12}X_{1}A_{21}X_{2}}{A_{12}X_{1}+A_{21}X_{2}}}}
ここで、A12とA21はファン・ラール係数であり、実験的な気液平衡データを回帰することによって得られる。
成分iの活量係数は、xiで微分することによって導出される。これにより、次の式が得られる。
{\displaystyle \left\{{\begin{matrix}\ln \ \gamma _{1}=A_{12}\left({\frac {A_{21}X_{2}}{A_{12}X_{1}+A_{21}X_{2}}}\right)^{2}\\\ln \ \gamma _{2}=A_{21}\left({\frac {A_{12}X_{1}}{A_{12}X_{1}+A_{21}X_{2}}}\right)^{2}\end{matrix}}\right.}
これは、ファン・ラール係数A12とA21がそれぞれ対数極限活量係数{\displaystyle \ln \left(\gamma _{1}^{\infty }\right)}と{\displaystyle \ln \left(\gamma _{2}^{\infty }\right)}に等しいことを示している。このモデルは、濃度が減少するにつれて増加する（A12とA21 >0）か、減少するだけの（A12とA21 <0）活量係数を与える。このモデルは、濃度範囲に沿った活量係数の極値を記述できない。
{\displaystyle A_{12}=A_{21}=A}の場合、これは分子が同じサイズであるが極性が異なることを意味し、方程式は次のようになる。
{\displaystyle \left\{{\begin{matrix}\ln \ \gamma _{1}=Ax_{2}^{2}\\\ln \ \gamma _{2}=Ax_{1}^{2}\end{matrix}}\right.}
この場合、活量係数はx1=0.5で鏡映対称となる。A=0の場合、活量係数は1となり、理想混合物の概説が得られる。

### 推奨値
ファン・ラール係数の推奨値は、文献で広範囲に見つけることができる。選択された値を以下の表に示す。
| 系                            | A12     | A21     |
| ----------------------------- | ------- | ------- |
| アセトン(1)-クロロホルム(2)   | -0.8643 | -0.5899 |
| アセトン(1)-メタノール(2)     | 0.6184  | 0.5797  |
| アセトン(1)-水(2)             | 2.1041  | 1.5555  |
| 四塩化炭素(1)-ベンゼン(2)     | 0.0951  | 0.0911  |
| クロロホルム(1)-メタノール(2) | 0.9356  | 1.8860  |
| エタノール(1)-ベンゼン(2)     | 1.8570  | 1.4785  |
| エタノール(1)-水(2)           | 1.6798  | 0.9227  |